# Marlena Pyrgies
 (janvier 2025).
Si vous disposez d'ouvrages ou d'articles de référence ou si vous connaissez des sites web de qualité traitant du thème abordé ici, merci de compléter l'article en donnant les références utiles à sa vérifiabilité et en les liant à la section « Notes et références ».
Pour les articles homonymes, voir Pyrgies.
Marlena Pyrgies, née le 21 février 1986, est une coureuse cycliste polonaise. Elle pratique le VTT et le cyclo-cross.
Avec sa sœur cadette Magdalena (née en 1987), elle domine les épreuves de VTT et de cyclo-cross au niveau national dans les années 2000.

## Palmarès en cyclo-cross
- 1999-2000
  - 2e du championnat de Pologne de cyclo-cross juniors
- 2002-2003
  - 2e du championnat de Pologne de cyclo-cross
- 2003-2004
  -  Championne de Pologne de cyclo-cross
- 2006-2007
  - 2e du championnat de Pologne de cyclo-cross